# Tenoria rigida
Tenoria rigida är en flockblommig växtart som beskrevs av Pietro Bubani. Tenoria rigida ingår i släktet Tenoria och familjen flockblommiga växter. Inga underarter finns listade i Catalogue of Life.